# سونیا یونگ
سونیا یونگ (آلمانی: Svenja Jung؛ زادهٔ ۲۸ مهٔ ۱۹۹۳) بازیگر اهل آلمان است.
از فیلم‌ها یا برنامه‌های تلویزیونی که وی در آن نقش داشته‌است، می‌توان به مرکز دنیای من، اسرار تعطیلات، روباه پیر، تاریک، آلمان ۸۹ و طاووس اشاره کرد.